# Alfonso de la Cueva-Benavides y Mendoza-Carrillo

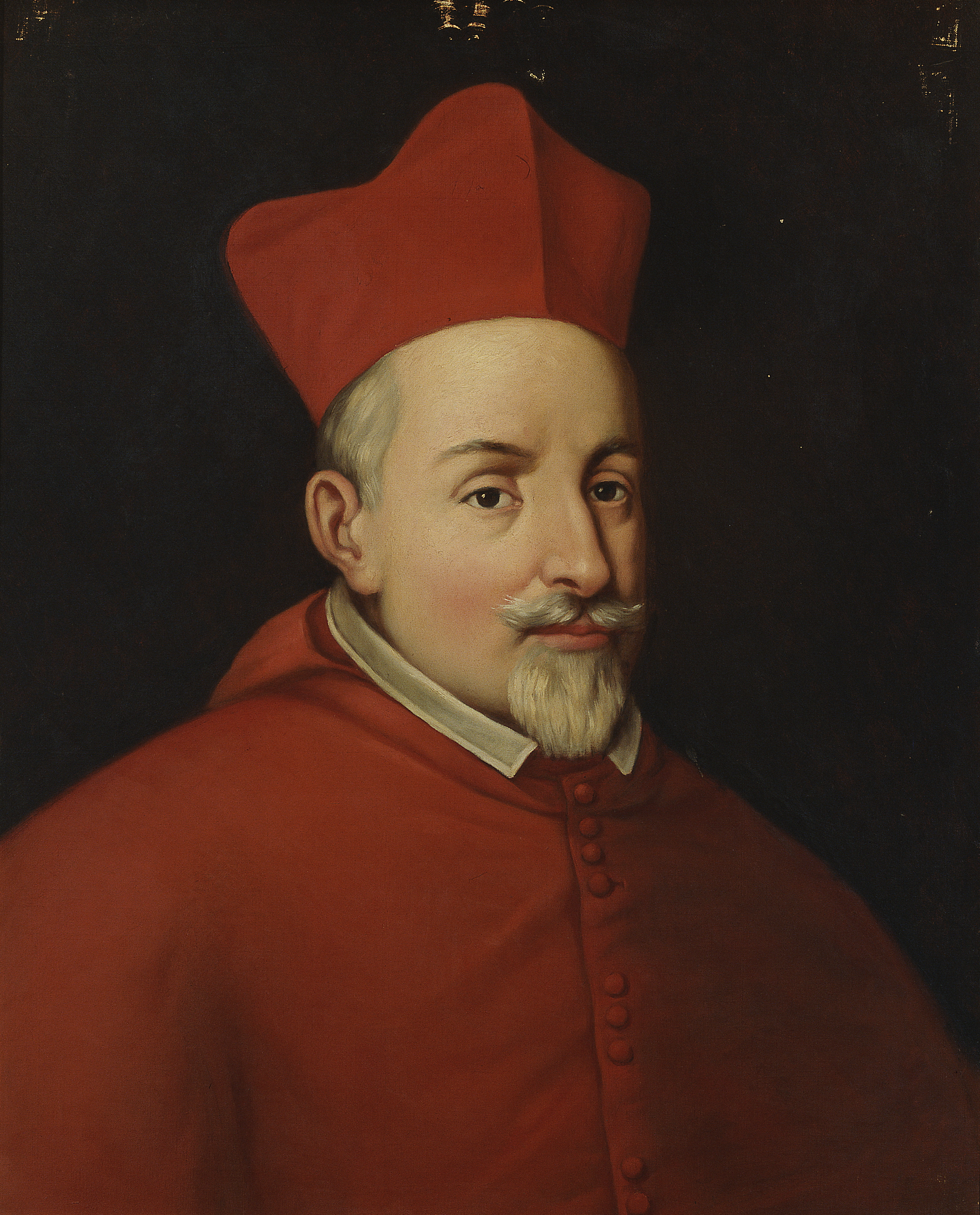
Kardinal Alfonso de la Cueva-Benavides y Mendoza-Carrillo

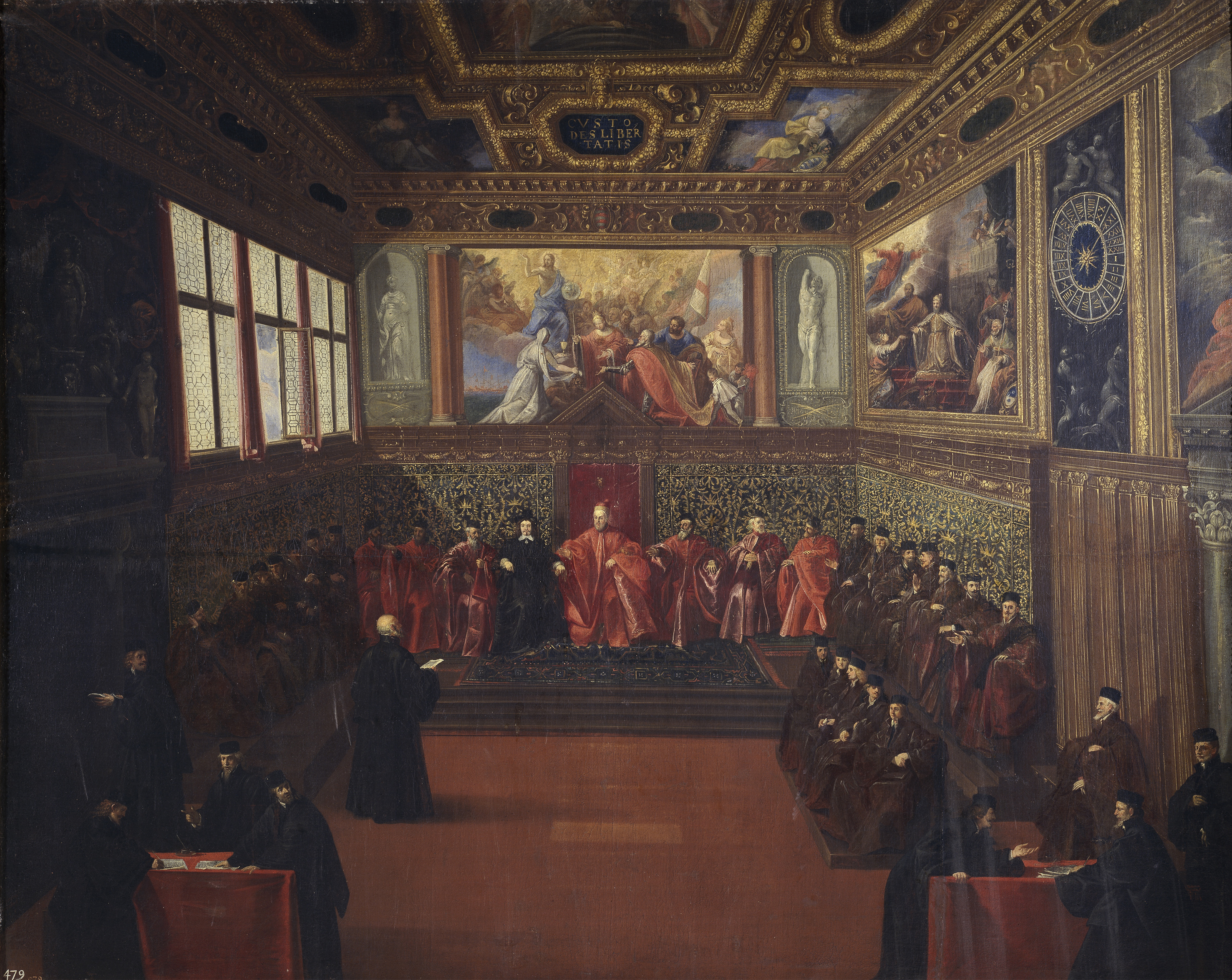
Audienz des spanischen Botschafters Alfonso de la Cueva, Marquis von Bedmar, beim Dogen von Venedig (Gemälde von Pietro Malombra von 1604)

Alfonso de la Cueva-Benavides y Mendoza-Carrillo (* 25. Juli 1574 in Bedmar y Garcíez; † 10. August 1655 in Rom) war ein Diplomat und spanischer Kardinal.
Er war bekannt für seine Verschwörungen und für den Versuch, während seines Aufenthaltes in Venedig, die Regierung Venedigs zu destabilisieren, um die Stadt an Spanien anzuschließen. Der gescheiterte Versuch wird immer noch als die Bedmar-Verschwörung bezeichnet.

## Biografie
Der 1574 als Sohn von Luis de la Cueva y Benavides und Elvira Carrillo de Mendoza y Cárdenas geborene Marquis von Bedmar, erwies sich als geschickter Diplomat. Der Spanische König Philipp III. schickte ihn deshalb 1607 nach Venedig. Hier gelang es ihm nach einigen Jahren, nach den Ergebnissen der Ermittlungen der venezianischen Regierung, ein dichtes Netz operativer Agenten zu schaffen und in jeden Rat oder jede Magistratur „einzudringen“. Zusammen mit seinen Kollegen aus England und Frankreich (die ihm, wenn schon nicht Kooperation, so doch zumindest Schweigen anboten) versuchte er die Republik zu stürzen.
Diese Geschehnisse wurden nie vollständig enthüllt, daher sind einige Leute überzeugt, dass das alles eine Erfindung der venezianischen Regierung war.
Der Marquis von Bedmar wurde 1618, nach der Entdeckung dieses Netzwerks, zurückbeordert. Er widmete sich seiner kirchlichen Karriere und wurde von Papst Gregor XV. am 5. September 1622 im Konsistorium in den Rang eines Kardinals erhoben. Es gelang ihm dann, als Botschafter in die Niederlande entsandt zu werden. Nachdem er auch hier die lokale Regierung mit seinen Intrigen konfrontiert hatte, wurde er nach Rom zurückgerufen.